# BARK
BARK (Binär Aritmetisk Relä-Kalkylator) va ser el primer ordinador suec. Va ser completat el febrer de 1950 i va costar 400.000 corones sueques. BARK era un ordinador de 32 bits i realitzava una operació de suma en 150ms i una operació de multiplicació en 250ms. Tenia una memòria de 50 registres i 100 constants. Més tard se li va duplicar la memòria. BARK va ser construït mitjançant relés telefònics estàndards. L'equip que el va construir estava dirigit per Conny Palm i comptava amb Harry Freese, Gösta Neovius, Olle Karlqvist, Carl-Erik Fröberg, G. Kellberg, Björn Lind, Arne Lindberger, P. Petersson i Madeline Wallmark.
L'ordinador BARK va ser construït per Matematikmaskinnämnden en paral·lel a l'ordinador BESK.